# Аоґасіма (Токіо)

32°28′1″ пн. ш. 139°45′48″ сх. д. / 32.46694° пн. ш. 139.76333° сх. д.
Аоґасі́ма (яп. 青ヶ島村, あおがしまむら, МФА: [aogaɕima muɾa]) — село в Японії, в області Хатідзьо префектури Токіо. Займає територію острова Аоґасіма з групи островів Ідзу. Належить до острівних територій Токіо. Станом на 1 жовтня 2008 площа села становила 5,98 км². Станом на 1 січня 2009 населення села становило 204 осіб.